# Shusha Guppy
Shusha Guppy (Teerã, 24 de dezembro de 1935 - Londres, 21 de março de 2008) foi uma escritora e cantora de canções folclóricas persas e ocidentais.

## Discografia
Todos são LPs, exceto onde indicado. Os anos dados são para a primeira versão britânica.
- Persian Love Songs and Mystic Chants (1971)
- Songs of Long-time Lovers (1972)
- Shusha (1974)
- This is the Day (1974)
- Before the Deluge (1975)
- From East to West (1978)
- Here I Love You (1980)
- Lovely in the Dances: Songs of Sydney Carter (1981)
- Durable Fire (1983)
- Shusha / This is the Day (2001 - reedição em CD)